# 美叶川木香
美叶川木香（学名：Dolomiaea calophylla）为菊科川木香属的植物，是中国的特有植物。分布在中国大陆的西藏等地，生长于海拔3,300米至4,700米的地区，多生在高山草地及砾石地上，目前尚未由人工引种栽培。

## 别名
多罗菊、美叶藏菊（中国高等植物图鉴）